# Clarrie Jordan
Clarrence Jordan, plus connu sous le nom de Clarrie Jordan (né le 20 juin 1922 à South Kirkby dans le Yorkshire de l'Ouest, et mort le 24 février 1992 à Doncaster dans le Yorkshire du Sud), est un joueur de football anglais qui évoluait au poste d'attaquant.

## Biographie
Lors de la saison 1946-1947, il inscrit avec les Doncaster Rovers 42 buts en 41 matchs de championnat (troisième division). Lors de cette saison, il inscrit trois hat-tricks.

## Palmarès
| Doncaster Rovers - Championnat d'Angleterre D3 (1) : - Champion : 1946-47 (sud). - Meilleur buteur : 1946-47 (42 buts). |  | Sheffield Wednesday - Championnat d'Angleterre D2 (1) : - Champion : 1951-52. - Vice-champion : 1949-50. |